# آب‌انبار بولمیری
آب‌انبار بولمیری مربوط به دوره صفوی است و در یزد، خیابان سید گلسرخ، بازارچه ابوالمعالی واقع شده و این اثر در تاریخ ۱۷ اسفند ۱۳۸۱ با شمارهٔ ثبت ۷۷۶۹ به‌عنوان یکی از آثار ملی ایران به ثبت رسیده است.